# Terviidae
Terviidae is een monotypische familie van mosdiertjes (Bryozoa) uit de orde van de Cyclostomatida.

## Geslacht
- Tervia Jullien, 1882